# SpongeBob SquarePants: Lights, Camera, Pants!
SpongeBob SquarePants: Lights, Camera, Pants! (en català: «Bob Esponja: Llums, Càmera, Calça!») és un videojoc basat en la sèrie de televisió Bob Esponja. Va ser llançat a l'octubre de 2005 per a Xbox, PlayStation 2, GameCube, Game Boy Advance i PC. La versió per a consoles domèstiques és un joc multijugador, la de GameBoy Advance és un joc de plataformes i la de PC és un joc d'aventures d'apuntar i clicar. Van ser desenvolupades per THQ Studio Australia, WayForward i AWE Games, respectivament.
És el primer joc de Bob Esponja que inclou minijocs multijugador, similars a la sèrie Mario Party.

## Versió per a consoles domèstiques
En aquesta versió, la ciutat de Baixos de Bikini està produint un aniversari de Les noves aventures de Tritó-humà i Vailet-Percebe, que Bob Esponja i els seus amics volen protagonitzar. Els diferents jugadors han de competir en un càsting, format per una sèrie de minijocs, per tal d'aconseguir-hi el paper del dolent.
El joc inclou 30 minijocs únics (anomenats "audicions") que tenen diferents estils de joc i objectius, tot i que l'objectiu comú és aconseguir la puntuació més alta. Cada nivell de minijocs es basa en un lloc de la sèrie i tenen una quota que cal superar per guanyar el paper. Si ningú té prou punts per superar la quota després de tres minijocs, caldrà tornar a jugar, triant-ne un per repetir. Alguns exemples dels minijocs inclouen una prova de conducció, l'objectiu del qual és acabar en primer lloc en tres curses; una fuga de la presó, l'objectiu del qual és alliberar el major nombre possible de presos sense ser atrapat; i un minijoc de ritme, l'objectiu del qual és fer coincidir les notes musicals curtes i llargues que viatgen cap a un marcador. Hi ha dos tipus de minijocs: el tipus free-for-all, on tots els jugadors competeixen entre ells, i el tipus 2 contra 2, on els jugadors es divideixen en dos equips de dos.
El joc inclou sis personatges jugables: Bob Esponja, Balamar, Sorreta, Plàncton, Patrick i Senyor Krank. Abans que comenci el joc, el jugador ha de triar un dels personatges i, a continuació, triar si s'hi uneixen fins a tres jugadors més o afegir-hi oponents controlats per la consola. També poden establir-hi la dificultat de joc en tres opcions diferents (Easy, Med, Hard) i també establir la dificultat dels oponents de la consola en tres opcions (Silly, Normal, Smart).
Un cop completat el mode història, es desbloqueja una pel·lícula completa de 30 minuts que es pot veure. La pel·lícula és el resultat de les victòries en els minijocs, amb els personatges presentant-hi els rols corresponents. Un cop finalitzades totes les fases, el joc permet als jugadors crear la seva pròpia pel·lícula, triant-hi cada paper individual.
A més, el joc té molt contingut desbloquejable, com ara figures dels personatges que es poden girar i artwork.

## Recepció
IGN va donar una bona ressenya a la versió de GameCube. Li van donar 8,5 punts a la seva presentació, dient: "Fa un ús excel·lent de la llicència. Escenes genials i humorístiques i una història divertida. Una selecció decent de minijocs. Els menús són eficients, té uns petits temps de càrrega". Van donar 7 punts als gràfics del joc, al so i al gameplay. Les crítiques d'IGN es van centrar en que el diàleg era repetitiu i el joc mancava de profunditat. Li van donar una puntuació global de 7.